# Indianapolis 500 2009
Indianapolis 500 2009 je bila triindevetdeseta dirka Indianapolis 500 na dirkališču Indianapolis. Potekala je 24. maja 2009.

## Rezultati

### Štartna vrsta
| Vrsta | Notranja | Notranja          | Srednja | Srednja          | Zunanja | Zunanja          |
| ----- | -------- | ----------------- | ------- | ---------------- | ------- | ---------------- |
| 1     | 3        | Hélio Castroneves | 6       | Ryan Briscoe     | 10      | Dario Franchitti |
| 2     | 02       | Graham Rahal      | 9       | Scott Dixon      | 11      | Tony Kanaan      |
| 3     | 5        | Mario Moraes      | 26      | Marco Andretti   | 12      | Will Power       |
| 4     | 7        | Danica Patrick    | 99      | Alex Lloyd       | 2       | Raphael Matos    |
| 5     | 15       | Paul Tracy        | 14      | Vitor Meira      | 18      | Justin Wilson    |
| 6     | 27       | Hideki Mutoh      | 20      | Ed Carpenter     | 4       | Dan Wheldon      |
| 7     | 41       | A. J. Foyt IV     | 16      | Scott Sharp      | 67      | Sarah Fisher     |
| 8     | 44       | Davey Hamilton    | 06      | Robert Doornbos  | 8       | Townsend Bell    |
| 9     | 17       | Oriol Servià      | 19      | Tomas Scheckter  | 24      | Mike Conway      |
| 10    | 43       | John Andretti     | 13      | E. J. Viso       | 23      | Milka Duno       |
| 11    | 00       | Nelson Philippe   | 21      | Ryan Hunter-Reay | 36      | Alex Tagliani    |

### Dirka
| Poz | Št. | Dirkač              | Moštvo                                                            | Krogi (odstop)         | Št. m. | Vod. | Toč |
| --- | --- | ------------------- | ----------------------------------------------------------------- | ---------------------- | ------ | ---- | --- |
| 1   | 3   | Hélio Castroneves   | Team Penske                                                       | 200                    | 1      | 66   | 51  |
| 2   | 4   | Dan Wheldon         | National Guard Panther Racing                                     | 200                    | 18     | 0    | 40  |
| 3   | 7   | Danica Patrick      | Boost Mobile/Motorola (Andretti Green Racing)                     | 200                    | 10     | 0    | 35  |
| 4   | 8   | Townsend Bell       | Herbalife–KV Racing Technology                                    | 200                    | 24     | 0    | 32  |
| 5   | 12  | Will Power          | Verizon Wireless (Team Penske)                                    | 200                    | 9      | 0    | 30  |
| 6   | 9   | Scott Dixon         | Target Chip Ganassi Racing                                        | 200                    | 5      | 73   | 30  |
| 7   | 10  | Dario Franchitti    | Target Chip Ganassi Racing                                        | 200                    | 3      | 50   | 26  |
| 8   | 20  | Ed Carpenter        | Menards/Vision Racing                                             | 200                    | 17     | 0    | 24  |
| 9   | 15  | Paul Tracy          | GEICO/KV Racing Technology                                        | 200                    | 13     | 0    | 22  |
| 10  | 27  | Hideki Mutoh        | Formula Dream (Andretti Green Racing)                             | 200                    | 16     | 0    | 20  |
| 11  | 36  | Alex Tagliani (R)   | (All Sport) Conquest Racing                                       | 200                    | 33     | 0    | 19  |
| 12  | 19  | Tomas Scheckter     | Mona Vie (Dale Coyne Racing)                                      | 200                    | 26     | 0    | 18  |
| 13  | 99  | Alex Lloyd          | HER CGR/SSM Racing                                                | 200                    | 11     | 0    | 17  |
| 14  | 16  | Scott Sharp         | Tequila Patrón Panther Racing                                     | 200                    | 20     | 0    | 16  |
| 15  | 6   | Ryan Briscoe        | Team Penske                                                       | 200                    | 2      | 11   | 15  |
| 16  | 41  | A.J. Foyt IV        | ABC Supply/Foyt-Greer Racing                                      | 200                    | 19     | 0    | 14  |
| 17  | 67  | Sarah Fisher        | Dollar General/Sarah Fisher Racing                                | 200                    | 21     | 0    | 13  |
| 18  | 24  | Mike Conway (R)     | (Purex) Dreyer & Reinbold Racing                                  | 200                    | 27     | 0    | 12  |
| 19  | 43  | John Andretti       | Window World (Dreyer & Reinbold Racing/Richard Petty Motorsports) | 200                    | 28     | 0    | 12  |
| 20  | 23  | Milka Duno          | CITGO/Dreyer & Reinbold Racing                                    | 199                    | 30     | 0    | 12  |
| 21  | 14  | Vitor Meira         | ABC Supply Co. A.J. Foyt Racing                                   | 173 (trčenje)          | 14     | 0    | 12  |
| 22  | 2   | Raphael Matos (R)   | US Air Force Luczo Dragon                                         | 173 (trčenje)          | 12     | 0    | 12  |
| 23  | 18  | Justin Wilson       | Z-Line Designs (Dale Coyne Racing)                                | 160 (trčenje)          | 15     | 0    | 12  |
| 24  | 13  | E. J. Viso          | PDVSA HVM Racing                                                  | 139 (krmilni sistem)   | 29     | 0    | 12  |
| 25  | 00  | Nelson Philippe (R) | i drive green HVM Racing                                          | 130 (trčenje)          | 31     | 0    | 10  |
| 26  | 17  | Oriol Servià        | The Rahal Letterman DAFCA Special                                 | 98 (črpalka za gorivo) | 25     | 0    | 10  |
| 27  | 11  | Tony Kanaan         | Team 7-Eleven (Andretti Green Racing)                             | 97 (trčenje)           | 6      | 0    | 10  |
| 28  | 06  | Robert Doornbos (R) | (Hole in the Wall Camps) Newman/Haas/Lanigan Racing               | 85 (trčenje)           | 23     | 0    | 10  |
| 29  | 44  | Davey Hamilton      | Hewlett Packard (Dreyer & Reinbold Racing/Kingdom Racing)         | 79 (trčenje)           | 22     | 0    | 10  |
| 30  | 26  | Marco Andretti      | Team Venom Energy (Andretti Green Racing)                         | 56 (obnašanje)         | 8      | 0    | 10  |
| 31  | 02  | Graham Rahal        | McDonald's Racing Team (Newman/Haas/Lanigan Racing)               | 55 (trčenje)           | 4      | 0    | 10  |
| 32  | 21  | Ryan Hunter-Reay    | IZOD/William Rast/Vision Racing                                   | 19 (trčenje)           | 32     | 0    | 10  |
| 33  | 5   | Mario Moraes        | Azul Tequila–Votorantim–KV Racing Technology                      | 0 (trčenje)            | 7      | 0    | 10  |